# Para nasycona
Para nasycona – gaz pozostający w równowadze termodynamicznej z fazą ciekłą lub stałą tej samej substancji.
Para nasycona ma największe możliwe dla danej temperatury ciśnienie i gęstość.
Ciśnienie pary nasyconej jest niezależne od objętości. Zmniejszanie objętości w stałej temperaturze powoduje skraplanie pary, a stan równowagi w dalszym ciągu istnieje. Zwiększanie objętości powoduje wyparowanie cieczy bez obniżenia ciśnienia pary nasyconej. Potwierdza to doświadczenie z próżnią Torricellego.
Stan pary nasyconej istnieje w zamkniętych naczyniach z cieczą, na przykład w butli z płynnym gazem propan-butan. Para nasycona pojawia się również w układach otwartych. Przykładem może być para wodna zawarta w powietrzu podczas wieczornego obniżania się temperatury. Po osiągnięciu pewnej temperatury zwanej punktem rosy, woda skrapla się na drobinach pyłu zawartych w powietrzu, tworząc mgłę.
Parametry:
- temperatura
- ciśnienie